# Roser Agell i Cisa
Roser Agell i Cisa (Barcelona, 1924–Barcelona, 2021) fue una pintora, dibujante y grabadora española.

## Biografía
Se inició en la pintura y en la escuela del pintor Víctor Esteban Ripaux en 1940, donde entró en contacto con el ambiente renovador y con los artistas e intelectuales de vanguardia del momento.
Se formó como artista en la Escuela de Bellas Artes de Barcelona (1951) y continuó sus estudios en Roma. Durante la estancia en esta ciudad conoció al pintor Jaume Muxart y Domènech, con el que se casó en 1958. 

## Producción de la artista

### Pintura
Durante estos años participó en diferentes colectivos y posteriormente formó parte de diferentes certámenes nacionales e internacionales como el primer Salón Femenino de Arte Actual (Barcelona, 1962), la VII Bienal de São Paulo del 1965 o la Exposición de Arte Fantástico (Río de Janeiro, 1965). Paralelamente, expuso individualmente o con Jaume Muxart en las ventas Grifé y Escoda, Nàrtex y en diversas galerías de Roma, Madrid y Nueva York.
En pintura, ha trabajado tanto con lenguajes figurativos como abstractos. En su obra ha mantenido una explícita distancia con el realismo, con lo que ha imaginado personales, y ha dado importancia al dibujo y a la construcción de las composiciones. Desde la década de 1990 ha trabajado en parte con objetos concretos y congruentes: taules, violines, cafeteras, para así experimentar con materiales, composiciones y técnicas diversas. Las obras abstractas, informales, las trabaja con una gran sutileza en la composición y el colorido, para construir imágenes que recuerdan a los paisajes poéticos y alegóricos. Su obra ha evolucionado desde un figurativismo delicado basado en un dibujo estilizado, que ha emprendido en extensas series de nadales e ilustraciones, hasta un simbolismo que combina elementos abstractos y signos con alusiones explícitas a la realidad. Predomina siempre el carácter poético o alegórico.
Según Josep Francesc Ràfols, su pintura se ha incluido dentro de la corriente mágica propia del surrealismo, en el que se puede situar también la pintura de Jaume Muxart y de los pintores del grupo Dau al Set. Hace una síntesis de elementos abstractos y de referencias a la realidad que configuran un universo de imágenes evocadoras y misteriosas y su manera de representar el espacio es propia de la pintura del inglés Francis Bacon. En su obra se ha trabajado con técnicas diferentes, como la pintura al óleo, la acrílica, el guaix y el collage, con colores suyos, hasta que puntualmente también ha emprendido toneladas violentas y progresivamente se ha ido interesando más por la textura.

#### Exposiciones individuales
- Els mons de Roser Agell, Muxart de 2014
- Espai d'Art i Creació Contemporanis, Martorell[8]
- Reial Acadèmia Catalana de Belles Arts de Sant Jordi en Barcelona[9] y Museu Episcopal de Vic.[5]

### Ilustración
Agell I Cisa ha desarrollado una tarea importante como ilustradora de libros, revistas y revistas. De su trabajo como ilustradora infantil destacan las portadas y dibujos en los primeros números de la revista Cavall Fort.
También ha hecho incursiones en el arte textil y en la pintura mural, decorando la Iglesia de Santa María en la antigua colonia industrial de Cal Bassacs.
Falleció el 3 de mayo de 2021, a los 97 años.

## Premios y reconocimientos
- En 1956 Premio Círculo Ecuestre[3]
- En 1958 primer premio en la Exposición Internacional Blanca Subur de Sitges.[9][4]